# Diocèse des Canaries
Le diocèse des Canaries est une Église particulière de l'Église catholique en Espagne. Ayant son siège à la cathédrale Sainte-Anne (catedral de Santa Ana) de Las Palmas de Gran Canaria, il est un diocèse suffragant de l'archidiocèse de Séville.

## Territoire
Le territoire diocésain ne couvre que la province de Las Palmas, c'est-à-dire les îles de Grande Canarie, Fuerteventura et Lanzarote, ainsi que celles d'Alegranza, La Graciosa, Montaña Clara, Los Lobos, Roque del Este et Roque del Oeste.
Il est un des deux diocèses qui couvrent les  Îles Canaries, l'autre étant le diocèse de Tenerife. Pour cette raison, le nom de "diocèse des Canaries" est une question aujourd'hui très controversée dans les îles Canaries,.

## Histoire

### Diocèse de La Fortuna et Diocèse de Rubicon
En 1351, le pape Clément VI publia la bulle « Coelestis rex regum », qui établissait le diocèse des Îles de la Fortune, le séparant du diocèse de Majorque. En 1369, le pape Urbain V publia une bulle renommant le diocèse de Telde, étendant sa juridiction à l'île de Gran Canaria. En 1441 ce diocèse fut aboli.
Le 7 juillet 1404, le pape Benoît XIII publia la bulle « Romanus Pontifex », qui établissait le diocèse de Rubicón, qui étendait sa juridiction à l'île de Lanzarote. Le 20 novembre 1424, le diocèse de Rubicón céda une partie de son territoire pour la construction du diocèse de Fuerteventura, qui fut dissous en 1433, passant son territoire aux mains du diocèse de Rubicón.

### Diocèse des îles Canaries
Le 25 août 1435, le pape Eugène IV émit un décret déplaçant le siège du diocèse de Rubicón vers la ville de Las Palmas de Gran Canaria. En 1485, le diocèse de Rubicón fut rebaptisé diocèse des îles Canaries et Rubicón.
Les deux premiers saints natifs des îles Canaries, José de Anchieta (1534-1597) et Pierre de Betancur (1626-1667), bien qu'originaires de Tenerife, sont nés dans ce diocèse alors qu'il comprenait encore tout l'archipel. Considérés comme les deux figures religieuses les plus importantes qu'aient produites les îles Canaries, ils ont réalisé un grand travail missionnaire et apostolique sur le continent américain.
En 1630, le diocèse des îles Canaries céda une partie de son territoire pour former la Préfecture apostolique de Tripoli (aujourd'hui Vicariat apostolique de Tripoli).
En 1787, on comptait 746 prêtres diocésains enregistrés, y compris le clergé séculier et régulier. À la fin du XVIIIe siècle, le diocèse comprenait 36 paroisses à bénéfice, dont les curés étaient nommés par le roi, et 50 paroisses « curales », dont les curés étaient nommés par les évêques et recevaient un salaire de la curie diocésaine. La plupart des paroisses étaient situées sur l'île de Tenerife, avec 16 paroisses caritatives et 22 curés. La subdivision religieuse en paroisses a été utilisée, au début du XIXe siècle, pour la subdivision administrative des îles Canaries.
Le 1er février 1819 et le 10 août 1838, le diocèse des Canaries céda une partie de son territoire pour la construction du nouveau diocèse de San Cristóbal de La Laguna et du diocèse d'Alger (aujourd'hui l'archidiocèse d'Alger).

## Saints et Bienheureux
Le diocèse des îles Canaries a englobé tout l'archipel pendant plus de quatre siècles, jusqu'en 1819, date à laquelle le diocèse de San Cristóbal de La Laguna ou Tenerife a été créé. C'est pour cette raison que les saints et bienheureux actuellement vénérés dans l'archipel sont nés dans ce diocèse, et certains d'entre eux sont vénérés de manière égale dans les deux évêchés canariens, en particulier ceux nés ou liés au territoire actuellement occupé par le diocèse de Tenerife ou Nivariense :
- Saint Pierre de Betancur (également vénéré par le diocèse de Tenerife)[8]
- Saint José de Anchieta (également vénéré par le diocèse de Tenerife)[8]
- Bienheureux Martyrs de Tazacorte (également vénéré par le diocèse de Tenerife)[8]
- Bienheureuse Lorenza Díaz Bolaños[9]
- Bienheureux Tomás Morales Morales[9]
- Bienheureux José Torres Padilla (également vénéré par le diocèse de Tenerife)[10]

### Articles liés
- Liste des évêques des Canaries
- Diocèses et archidiocèses d'Espagne